# Uwe Niesig

Uwe Niesig

Uwe Niesig (* 17. Juni 1960 in Dresden) ist ein deutscher Künstler von Lichtinstallationen und Design und zählt zu den international führenden Vertretern seines Faches.

## Leben
Der gebürtige Dresdner Uwe Niesig absolvierte nach seinem Musikstudium bei Werner Zeibig an der Hochschule für Musik in Dresden internationale Meisterkurse u. a. bei Ludwig Streicher in Wien. Danach erhielt er sein künstlerisches Rüstzeug als Beleuchter (bedingt durch ein Berufsverbot durch das damalige SED-Regime), Hospitant, Assistent und Lichtgestalter. Er arbeitete u. a. bei Ruth Berghaus, Joachim Herz, Wolfgang Engel und Harry Kupfer, außerdem unter Achim Freyer bei dessen Inszenierung von Philip Glass’ Einstein on the Beach sowie bei Götz Friedrich am Württembergischen Staatstheater Stuttgart. 
Er vervollkommnete seine Fähigkeiten als Lichtkünstler bei den führenden Vertretern dieses Faches, wie bei  Friedewald Degen an der Semperoper, bei Peter Schaffert in München, bei Hanns-Joachim Haas in Stuttgart und bei Manfred Voss bei den Bayreuther Festspielen. Von dort wurde er dann auch von Harry Kupfer und Hans Schavernoch an die Komische Oper Berlin verpflichtet. Er war u. a. der erste Theater-Designer, der ein gesamtes Lichtkonzept ausschließlich mit den damals noch neuen Moving-Lights (clay paky) verwirklichte, beispielsweise 1991 bei der Struwwelpeter-Produktion mit Texten von Friedrich Nietzsche in München. Seitdem arbeitet er auch als international gefragter Lichtdesigner, Ausstatter und Theatermanager. Seit 2017 ist er technischer Leiter, Ausstattungsleiter sowie Lichtgestalter beim Landestheater Niederbayern. Im Jahr 2019 sorgte er für die optische Umsetzung mittels Video-Produktion der Bilder einer Ausstellung im Spannungsfeld von Victor Hartmann, deren Schöpfer und Wassily Kandinsky in der pianistischen Umsetzung durch Nikolai Tokarev bei den Dresdner Musikfestspielen.
Uwe Niesig arbeitet seit 1995 auch als Regisseur mit führenden deutschsprachigen Schauspielern zusammen. Sein Regie-Debüt gab Uwe Niesig mit Thornton Wilders Our Town mit Siegfried Lowitz in der Hauptrolle bei Cordula Trantows Weilheimer Theatersommer. Als Opernregisseur inszenierte er 2001 an der Wiener Kammeroper die österreichische Erstaufführung von Nino Rotas Il cappello di paglia di Firenze. 2018 übernahm er das Licht-Design für das Ballett Electra in der Choreographie von Renato Zanella und auf der Musik von Mikis Theodorakis beim Festival of the Aegean auf der griechischen Insel Syros.
Uwe Niesig hat bereits in über 100 Produktionen mitgewirkt, u. a. an der Semperoper und dem Staatsschauspiel Dresden, dem Württembergischen Staatstheater Stuttgart, am Staatstheater am Gärtnerplatz München, dem Prinzregententheater München, bei den Bayreuther Festspielen, dem Schlosstheater Rheinsberg oder an der Komischen Oper Berlin.
| Personendaten    | Personendaten      |
| ---------------- | ------------------ |
| NAME             | Niesig, Uwe        |
| KURZBESCHREIBUNG | deutscher Künstler |
| GEBURTSDATUM     | 17. Juni 1960      |
| GEBURTSORT       | Dresden            |